# Villigen
Villigen is een gemeente en plaats in het Zwitserse kanton Aargau en maakt deel uit van het district Brugg.
Villigen telt 2.037 inwoners.